# جون جي. غريفيث
جون جي. غريفيث (بالإنجليزية: John G. Griffith)‏ هو لاعب كرة قدم أمريكية أمريكي، ولد في 4 يناير 1880 في آيوا سيتي في الولايات المتحدة، وتوفي في 23 مارس 1948 في باسادينا في الولايات المتحدة.